# Плавающий остров
Плавающий остров (плавучий остров, иль-флотант, фр. île flottante) — французский десерт, состоящий из меренги и английского крема.
Меренга готовится на водяной бане и подаётся на слое английского крема, в результате чего десерт действительно напоминает плавающий в море крема остров. Сверху может украшаться карамелью, миндальными лепестками, измельчённым пралине или лимонной цедрой.
Похожее на «плавающий остров» сладкое блюдо «снежки» (фр. œufs à la neige) готовят из взбитой белковой массы, которую соединяют с сахарной пудрой и лимонной кислотой, разделывают ложкой на шарики или клёцки и отваривают в течение 3—5 минут в воде или молоке. Готовые снежки вынимают шумовкой и дают им стечь, затем сервируют в креманках или салатниках под сладким ванильным или фруктовым соусом.
Обе разновидности десерта популярны во Франции и в США. Согласно опросам, «плавающий остров» входит в число любимых десертов французов. В США «плавающий остров» известен с конца XVIII века. Бенджамин Франклин упоминал в «Письмах» 1771 года «кустард с плавающими взбитыми сливками или яичным белком», а Томас Джефферсон называл десерт «яичными снежками», на французский манер.